# Marianus Königsperger
Marianus Königsperger OSB (eigentlich Johann Erhard Königsberger; * 2. Dezember 1708 in Roding (Oberpfalz); † 9. Oktober 1769 im Kloster Prüfening bei Regensburg) war ein deutscher Komponist, Organist und katholischer Geistlicher.

## Leben und Wirken
Der Vater von Marianus Königsperger war der Fagottist und Flötenbauer Andreas Königsperger (1671–1752); auch Marianus’ älterer Bruder Johann Wolfgang und ein Neffe waren als Erbauer von Holzblasinstrumenten und Drechsler tätig. Marianus trat als Chorknabe in die Benediktiner-Abtei Prüfening ein und bekam hier seine wissenschaftliche und musikpraktische Ausbildung; sein musikalisches Talent erwies sich als so groß, dass er das Theologiestudium zugunsten der Musik fallen ließ. Nach Eintritt in den Benediktinerorden (Ordensgelübde am 25. März 1734) wurde er im gleichen Jahr Organist und Chorleiter in dieser Abtei und blieb zeitlebens Frater der Benediktiner. Bei seinem Ordenseintritt hatte er seinen Geburtsnamen Johann Erhard abgelegt und den Namen Marianus angenommen. Eine gründliche Ausbildung im Orgelspiel und seine ersten Werke für Kirche und Schultheater führten ihn ab 1733, verstärkt ab 1748, zu dem Verlag Lotter in Augsburg. Dessen Inhaber hat angeblich später bekannt, „dass er die Grundlage seines Wohlstands nur Königsperger zu verdanken habe“ (Abt Rupert Kornmann in einer Veröffentlichung von F. J. Lipowsky 1811). Die von Königsperger erschienenen 32 meist umfangreichen Musikbände führten zu einem beachtlichen Verdienst des Komponisten, die dann der Förderung der Wissenschaften und der Musik im Kloster zugutekamen. So konnte er nicht nur den Bau einer neuen Chororgel finanzieren, sondern auch die Hauptorgel des Klosters verbessern sowie Bücher für die Abtei und Schulwerke für seine Mitbrüder anschaffen.

## Bedeutung
Die musikalisch-kulturelle Bedeutung von Königspergers figuralen Kirchenmusik reichte weit über Ostbayern hinaus und erstreckte sich auf den gesamten Raum Mittel- und Osteuropas. Hierzu äußerte sich der Prüfeninger Abt Rupert Kornmann (1757–1817): „Es ist unstreitig, dass Königsperger durch seine Kompositionen das Vehikel der Verbreitung der Kirchenmusik bis in die geringsten Dörfer geworden ist“. Königsperger selbst vertrat den Grundsatz, dass „ein Kirchen-Stylus seye jener, welcher durch die Ohren das Gemüth innerlich berühret, zur Andacht beweget, und zum Eyfer des Gebets anreitzet“ (aus dem Vorwort zu op. 23, 1764). Aus der Kenntnis der verschiedenen Präferenzen seiner Hörer zog der Komponist die Begründung zur Vielgestaltigkeit seiner Kirchenmusik, indem er reichlich Kontraste herstellte und lediglich „allzu freye, tantzartige Kompositionen“ vermied. Auf diese Weise reicht sein Gesamtwerk von der klein besetzten, ländlichen Komposition bis zur großen, feierlichen Messe in einem polyphon-homophonen Mischstil, in den Orgelwerken von chromatisch angereicherten Präambeln und sorgfältig gearbeiteten Orgelfugen bis zu Kirchensonaten und (Epistel-)Sinfonien, auch von der liturgisch freien Solo-Arie bis zum fugierten und figurativ umspielten Chorsatz, die als Träger des liturgischen Worts dienten. Die Popularität des Komponisten war nicht nur weit verbreitet, sondern hielt auch lange an: Der letzte gedruckte Musikkatalog des Verlags Lotter aus dem Jahr 1820 führt seine Missa pastoritia auf, zu einer Zeit, als die Kirchenmusik seiner Zeitgenossen schon lange nicht mehr gedruckt wurde.
Königsperger stand in kritischer Distanz zu der damals herkömmlichen Musik, wie z. B. von Johann Melchior Gletle (1626–1683), Johann Kaspar Kerll (1627–1693), Giovanni Battista Bassani (1647–1716), Kaspar Schollenberger (1653–1735), Benedikt Anton Aufschnaiter (1665–1742) und Christoph Stoltzenberg (1690–1764) und kritisierte „etwelch geschriebene Messen, […] die trocken und unlustig waren“ (aus dem Vorwort zu op. 25, 1767), hatte aber ein positiveres Verhältnis zu dem „dominierenden Music-Geschmack aus dem Welschland, der mit seinen entzückenden Affecten dem heutigen Gehör schmeichelt“. Höchste Anerkennung gab er den Werken des oberschwäbischen Prämonstratensers Isfrid Kayser (1712–1771) und den böhmischen Komponisten Franz Xaver Brixi (1732–1771) und Jan Zach (1713–1773). Er selbst kann zu den herausragenden Meistern in der Reihe der süddeutschen Klosterkomponisten gerechnet werden.

## Werke
- Vokalmusik (meist mit Verlag, Erscheinungsort und -jahr)
  - 33 Cantilenae sacrae für Singstimme, 2 Violinen und Orgel op. 1, Lotter, Augsburg 1733
  - 10 Missae solemnes und 2 Missae pastoritiae sowie 1 Veni Sancte Spiritus op. 1, Lang, Regensburg 1740
  - 8 Offertorien op. 2, Lang, Regensburg 1741
  - 6 Miserere und 2 Stabat mater op. 3, Klaffschenkel, Augsburg 1743
  - 6 Missae op. 4, Lotter, Augsburg 1743
  - 4 Vespern und 4 marianische Antiphonen op. 5, Klaffschenkel, Augsburg 1743
  - 6 Missae rurales und 2 Requiem für 2 Singstimmen und Basso continuo, weitere Stricher und Instrumente ad libitum op. 6, Klaffschenkel, Augsburg 1744
  - 6 solenne Litaneien op. 7, Klaffschenkel, Augsburg 1744
  - 17 Offertorien op. 8, Lotter, Augsburg 1744
  - 6 Missae solemniores und 1 Te Deum op. 10, Klaffschenkel, Augsburg 1747
  - 6 Stabat Mater op. 11, Lotter, Augsburg 1748
  - 4 Stationen zum Fest Corporis Christi, 8 Hymnen, 1 Offertorium, 1 Aria de passione und 1 Te Deum op. 12, Lotter, Augsburg 1748
  - 17 Vesperpsalmen, 1 Magnificat und 4 marianische Antiphonen für 2 Singstimmen und Basso continuo, weitere Singstimmen und Instrumente ad libitum op. 13, Lotter, Augsburg 1749 (2. Auflage 1755)
  - 3 Vesperpsalmen und 4 marianische Antiphonen op. 14, Lotter, Augsburg 1750
  - 6 Missae solemniores und 1 Veni Sancte Spiritus op. 15, Lotter, Augsburg 1750
  - 6 solenne Litaneien op. 17, Lotter, Augsburg 1753
  - 6 rurale Litaneien und 4 Arien für 2 Singstimmen und Basso continuo, weitere Singstimmen und Instrumente ad libitum op. 19, Lotter, Augsburg 1755
  - 2 Requiem und 2 Libera op. 20, Lotter, Augsburg 1756
  - 6 Missae solemnes op. 21, Schmid, Regensburg 1760
  - 10 Kantaten op. 22, Lotter, Augsburg 1763
  - 5 Missae solemnes und 1 Requiem op. 23, Lotter, Augsburg 1764
  - 2 Vespern und 4 marianische Antiphonen op. 24, Lotter, Augsburg 1767
  - 2 Missae, 2 Offertorien und 1 Te Deum op. 25, Lotter, Augsburg 1767
  - 1 Offertorium ohne Opuszahl, Lotter, Augsburg 1756
  - 1 Offertorium duplicis textus (»Pater noster / Benedictus sancta trinitas«) ohne Opuszahl, Lotter, Augsburg 1757
  - 1 Missa pastoritia für 4 Singstimmen, 2 Violinen, 2 Trompeten und Violoncello ohne Opuszahl, Lotter, Augsburg 1769
  - Vespern und 4 Antiphonen in C, F, G und C, ohne Opuszahl und ohne Jahreszahl
  - 3 Vespern und 4 Antiphonen in C, G, F und C, ohne Opuszahl und ohne Jahreszahl
  - 1 Alma redemptoris mater D-Dur
  - 1 Ave Regina für Bass-Stimme, 2 Violinen, 2 Hörner und doppelten Basso continuo
  - 1 Credidi C-Dur
  - 1 Cum invocarem
  - 1 Litaniae C-Dur
  - 1 Lythania C-Dur
  - Lythaniae solennes C-Dur
  - Litaniae C-Dur
  - 1 Messe F-Dur für Sopran, Alt ad libitum, Bass-Stimme und Orgel
  - 1 Messe g-Moll für Sopran, Alt, Bass ad libitum und Orgel
  - 1 Missa pastoritia D-Dur
  - 1 Salve Regina D-Dur
- Bühnenwerke (mit Erstaufführungs-Ort und -Jahr)
  - Bellisarius, die von dem Neyd verfinsterte Welt-Ehr, Amberg 1736
  - Libertas in Captivitate, Amberg 1736
  - Inconstantia Humani Favoris, Amberg 1736
  - Lumen Fidei, Amberg 1736
  - Gering-Schätzung der Marianischen Versamblung, mit unglückseligem Tod bestrafet, Amberg 1736
  - Virtus in pueris adulta, Amberg Mai 1736
  - Maria, eine sichere Zuflucht-Statt der Sünder, Amberg 1737
  - Sanctus Laurentius Justinianus, Amberg 1737
  - Mater Sanctae Spei, Amberg 1737
  - Fabula Saturnalitia, Amberg 1737
  - Codrus Atheniensium Rex amoris victima, Amberg 1737
  - Mira Amoris Metamorphosis, Amberg 1737
  - Rodericus De Spina ex Rosa, Amberg 1737
  - Alphonsus suimet victor. Das ist Glorreicher Sieg Alphonsi über sich selbst, Dillingen 4. September 1737
  - Gloriosa filii in Parentem pietas, Amberg 1738
  - Filialis amor Deiparae, Ingolstadt 18. Mai 1738
  - Mater gratiae, Ingolstadt 11. Januar 1739
  - S. Rainerius noxii pudoris victor, Ingolstadt 10. Mai 1739
  - Dem Leben eines bösen Sodalis gemäßer Tod, 1739
  - Mater gratiae, München 10. November 1743
  - Alphonsus Magnus Se ipso major, ohne Jahreszahl
  - S. Rainerius sacrilegi pudoris victor, München 1745
  - Abraham sich zweymal schlachtend, ohne Jahreszahl
  - Priflinga in anniversaria solennitate, 1761
  - Salomon rex sapientia a Deo collata, 1763
- Instrumentalmusik
  - 12 Sonates concertantes für Violino principali, 2 Violinen, Viola und doppelten Basso continuo op. 9, Klaffschenkel, Augsburg 1745
  - 10 Symphoniae für Streicher und obligate Orgel, 2 Trompeten und Pauken ad libitum op. 16, 1751
  - 6 Konzerte und 2 Pastorellen für Orgel und obligate Streicher, 2 Trompeten oder Hörner ad libitum op. 18, 1754
  - Praeambulum cum fuga primi, secundi, tertii, quarti toni für Orgel, 1755
  - Praeambulum cum fuga sexti, septimi, octavi toni für Orgel, 1756
  - Praeambulum cum fuga primi (-octavi) toni, 1756
  - Finger-Streit oder Clavier-Übung durch ein Praeambulum und Fugen, so mit scharfen, harten und weichen Tonen vermengt, 1760
  - Der wohl-unterwiesene Clavier-Schüler, 1755, 2. Auflage 1761, 3. Auflage 1772.